# Övre Skötvikstjärnen
Övre Skötvikstjärnen är en sjö i Hudiksvalls kommun i Hälsingland och ingår i Harmångersån-Delångersåns kustområde.